# کیمیو یابوکی
کیمیو یابوکی (به انگلیسی: Kimio Yabuki) (ژاپنی: 矢吹 公郎) یک انیماتور ژاپنی است. مشهورترین فیلم وی در غرب بخاطر کار در بسیاری از کارهای اولیه کلاسیک استودیوی توئی انیمیشن در ژاپن شناخته شده‌است.
در سال ۱۹۶۹، او با هایائو میازاکی در تولید نسخه انیمیشن گربه چکمه‌پوش همکاری کرد. یابوکی کارمند شرکت توئی انیمیشن بود تا اینکه در سال ۱۹۷۳ به کار مستقل مشغول شد، پس از آن در چندین تولید توئی انیمیشن (از جمله Dororon Enma-kun , Ikkyu-san و The Kabocha Wine) کار کرد.